# 의령군의 향토문화재
의령군시의 향토문화유산은 대한민국 경상남도 의령군 내에 있는 문화재로서 「문화재보호법」에 따라 문화재 또는 문화재 자료로 지정되지 않은 역사·문화·예술적 가치가 있는 유·무형의 자료 중에서 다음 각 호의 어느 하나에 해당하는 것을 말한다.
1. 향토문화발전을 위해 보존할 가치가 있는 건축물, 서적, 문서, 조각, 공예품, 민속자료, 명승지 등 유형의 문화적 유산
2. 향토문화, 토속, 풍속을 연구하는데 필요한 연극, 음악, 무용, 공예기술, 의식, 음식제조 등의 무형의 문화적 유산
3. 그 밖에 의령군수가 제5조에 따라 의령군 향토문화재 보호위원회의 심의를 거쳐 보존·관리가 필요하다고 인정하는 것

## 지정 목록
| 번호 | 그림 | 명칭 | 소재지 | 소유자 (관리자) | 지정·해제일자 | 비고 |
| ---- | ---- | ---- | ------ | --------------- | ------------- | ---- |
|      |      |      |        |                 | 년 월 일 지정 |      |

## 참고 문헌
- 의령군 홈페이지 - 고시/공고